# Гарбин
Гарбин је врста ветра који дува на Јадрану. Дува са југа или југозапада. Карактеристичан је по томе достиже олујну снагу преко, 100 километара на час и подиже велике таласе на мору.